# Guislain Cambier
Pour les articles homonymes, voir Cambier.
Guislain Cambier est une personnalité politique. Il est Sénateur du Nord.

## Biographie
Né le 18 juillet 1971. Professeur d’histoire-géographie, il était depuis 2020 cadre de la fonction publique, principal du Collège Pablo Neruda de Wattrelos.

### Maire, Président d'EPCI puis Vice-Président de Région
Engagé politiquement au parti Radical, puis à l'UDI, proche de Valérie Létard et de Jean-Louis Borloo, Guislain Cambier devient Maire de Potelle, dans l'Avesnois, en mars 2008. Il sera réélu Maire en mars 2014 et mars 2020.
Il devient en janvier 2014 le premier Président de la communauté de communes du Pays de Mormal (CCPM), nouvelle communauté de communes résultat de la fusion de la communauté de communes du Pays de Mormal et Maroilles, de la communauté de communes du Quercitain, et de la communauté de communes du Bavaisis. Il est réélu Président en juillet 2020.
Il est élu conseiller régional des Hauts-de-France en décembre 2015. Il est élu Président du Parc naturel régional de l'Avesnois en mars 2016, et dans la foulée, Président d’Espaces naturels régionaux, dit ENRx. Il siège au groupe UDI-Union Centriste.
Réélu, conseiller régional des Hauts-de-France en 2021, il intègre l'exécutif de Xavier Bertrand et est élu 14e vice-président du Conseil Régional chargé de la stratégie territoriale et des politiques contractuelles.
Il conduit en avril 2023, la liste "Engagés pour nos territoires" soutenue par Valérie Létard,, Sénatrice sortante qui fait le choix de ne pas se représenter. Sa liste composée d'élus centristes et divers, arrive en 4e position et décroche un siège.
Le 24 septembre 2023, il est élu sénateur,.

- Ressource relative à la vie publique :   - Sénat

### Sénateur du Nord
Il intègre la commission des affaires économiques du Sénat.
En mars 2024, le Sénat a créé un groupe intercommissions pour le suivi des dispositions législatives et règlementaires de la politique de « zéro artificialisation nette » (ZAN), présidé par Guislain Cambier, ayant pour mission de :
1. s’assurer que la loi est appliquée de manière juste ;
2. aider les collectivités à la mettre en œuvre ;
3. prospective :  réfléchir à comment aménager le territoire de manière durable après 2031.

Les conclusions sont rendues publiques en septembre 2024, et débouchent sur une proposition de loi visant à instaurer une Trajectoire de Réduction de l'Artificialisation Concertée avec les Élus locaux (TRACE), déposée le 7 novembre par Guislain Cambier et Jean-Baptiste Blanc.